# Relações entre Portugal e Suécia
As relações Portugal-Suécia são as relações exteriores entre Portugal e a Suécia. Portugal tem uma embaixada em Estocolmo. A Suécia tem uma embaixada em Lisboa. Ambos os países são membros plenos da União Européia e do Conselho da Europa. Portugal é membro de pleno direito da NATO, enquanto a Suécia não é membro de pleno direito. Portugal apoia fortemente a adesão da Suécia à NATO. 

## História
Portugal aderiu em 1986 e a Suécia em 1995 aderiu à União Europeia. Em outubro de 2022, Portugal ratificou integralmente o pedido de adesão da Suécia à NATO.

## Missões Diplomáticas
- Portugal tem uma Embaixada em Estocolmo.
- Suécia tem uma Embaixada em Lisboa.